# IC 1996
IC 1996 је спирална галаксија у сазвјежђу Мрежица која се налази на листи објеката дубоког неба у Индекс каталогу.
Деклинација објекта је - 57° 19' 28" а ректасцензија 3h 45m 7,9s. Привидна величина (магнитуда) објекта IC 1996 износи 15,6 а фотографска магнитуда 16,4. IC 1996 је још познат и под ознакама ESO 156-10, PGC 13755.